# مهندسی ماشین‌های صنایع غذایی
مهندسی ماشین‌های صنایع غذایی رشته‌ای دانشگاهی است که در سال ۱۳۹۱ هجری شمسی در ایران تأسیس شد و در حال حاضر تنها در مقطع کارشناسی دانشجو می‌پذیرد.
دانشگاه پردیس کشاورزی و منابع طبیعی کرج دانشجویی دیگر درسال ١٣٩٧ نپذیرفت .
این رشته، کارشناسی ارشد متأسفانه نداشته و فارغ التحصیلان این رشته در مقاطع بالاتر در رشته های مکانیک، شیمی ،صنایع غذایی ،مکاترونیک و انرژی مشغول به تحصیل هستند.
مصوبات کارشناسی ارشد این رشته در حال بررسی می باشد.
پژوهشکده حسن تهرانی مقدم در راستای معرفی این رشته و آموزش مهارت های تکمیلی به دانشجویان و همچنین ارتباط گسترده با صنعت غذا تشکیل شده است.

## اهداف کارشناس این رشته
دانش آموختگان این رشته در مقطع کارشناسی مجموعه ای از علوم را فرامی گیرند که توانایی طراحی و ساخت ماشین های صنایع غذایی را داشته باشند و در کارخانه های صنایع غذایی و فراوری محصولات غذایی توانایی طراحی و ساخت ماشین آلات جدید ، بهینه سازی و سرویس ماشین آلات و تحقیق و توسعه را داشته باشند.

## درس های رشته در مقطع کارشناسی
مطابق برنامه درسی مصوب وزارت علوم، تحقیقات و فناوری در این رشته مباحث درسی زیر ارائه می شود.
- استاتیک
- مبانی مهندسی برق
- معادلات دیفرانسیل
- مکانیک سیالات
- بیوشیمی عمومی
- میکروبیولوژی عمومی
- ترمودینامیک
- ابزار اندازه گیری و کنترل
- مقاومت مصالح
- ریاضی مهندسی
- طراحی اجزا
- ارتعاشات مکانیکی
- پنوماتیک

ماشین های صنایع غذایی 
عملیات واحد 
انتقال حرارت 
انتقال جرم
موازنه انرژی و مواد
علم مواد 
مهندسی تعمیر و نگهداری 
اوصول طراحی پمپ 
اوصول طراحی کارخانه

## دانشگاه های ارائه کننده رشته
- دانشگاه تهران[۲]
- دانشگاه رازی کرمانشاه
- دانشگاه  تبریز
- دانشگاه ازاد واحد علوم تحقیقات
- دانشگاه شهید چمران اهواز
- دانشگاه دولتی شهرکرد